# Barbara Grzegorzewska
Barbara Grzegorzewska (ur. 27 kwietnia 1947 w Warszawie) – polska tłumaczka literatury francuskiej. 

## Życiorys
Ukończyła Wyższe Studium Języków Obcych Uniwersytetu Warszawskiego (1971) oraz Cours de Civilisation Française (Sorbona). Współpracowała z radiem i telewizją oraz z Agencją Autorską. Od końca lat 70. tłumaczy z francuskiego na polski literaturę dla dzieci i dla dorosłych, głównie sztuki teatralne (przełożyła ok. 100 sztuk).

W latach 1979–1983 była członkiem Związku Literatów Polskich, od 1983 należy do Stowarzyszenia Tłumaczy Polskich, od 1989 do Stowarzyszenia Pisarzy Polskich,

## Przekłady
- Pierre Gripari Opowieści z ulicy Broca
- Amélie Nothomb Krasomówca, Metafizyka rur, Z pokorą i uniżeniem
- Sempe i Goscinny Wakacje Mikołajka, Mikołajek i inne chłopaki, Mikołajek ma kłopoty, Nowe przygody Mikołajka, Nieznane przygody Mikołajka
- Éric-Emmanuel Schmitt Dziecko Noego, Małe zbrodnie małżeńskie, Moje Ewangelie, Oskar i pani Róża, Opowieści o Niewidzialnym, Pan Ibrahim i kwiaty Koranu
- Yasmina Reza Bóg mordu

## Odznaczenia i nagrody
- Nagroda Stowarzyszenia Tłumaczy Polskich (1993)
- Nagroda literacka Stowarzyszenia Autorów ZAiKS dla tłumaczy (2000)
- „Błękitna siódemka” – nagroda teatru środowiska policyjnego SCENA 07 (2006)
- Odznaka Stowarzyszenia Autorów ZAiKS (2009)
- Medal Stowarzyszenia Autorów ZAiKS (2013)
- Kawaler Orderu Sztuki i Literatury (Francja, 2015)[2]

Źródło:.